# Liste des groupes armés présents en France
 (février 2011).
Si vous disposez d'ouvrages ou d'articles de référence ou si vous connaissez des sites web de qualité traitant du thème abordé ici, merci de compléter l'article en donnant les références utiles à sa vérifiabilité et en les liant à la section « Notes et références ».
Cette liste des groupes armés agissant ou ayant agi en France répertorie, de manière non exhaustive, les différents groupes armés qui ont agi sur le territoire actuel ou passé de la France.

## Extrême droite
- Action Pieds-noirs
- Armée nationale secrète (inactif, autre appellation de l'OAS-métro MIII, regroupe des anciens de Jeune Nation)
- Cellule autonomiste et totalitaire Tiwaz 2882 2004-2005
- Commando Delta 1961-1978
- Commando Mario Tutti
- Commandos de France ~1981
- Comité d'action fasciste 1977
- Comité pour l'ordre moral ~1984
- Front d'action pour la libération des Pays baltes
- Groupe ou Commando Hermann Göring 1973 et 1977
- Groupe action jeunesse (dissous en 1978)
- Groupe Condor
- Groupe d'intervention nationaliste (inactif)
- Groupe Joachim Peiper ~1976
- Groupe Massada ~1989 (proche du  PNFE)
- Groupe Odessa 1979
- Honneur de la Police (inactif)
- Justice Pieds-noirs
- Ligue des combattants français contre l'occupation juive 1979
- Ligue internationale contre le racisme juif fin années 1970
- Organisation autonome des néo-nazis d'action 1976
- Ordre et justice nouvelle
- Organisation armée secrète (inactif)
- Organisation secrète d'action révolutionnaire nationale
- Parti fasciste d'action révolutionnaire 1978-1980
- Résistance solidariste 1977
- Sections phalangistes de sécurité 1977

### Antisémite
- Front de libération nationale français ~1978

### Anticommuniste
- Association secrète anti-soviétique (1 attentat le 1er janvier 1982 contre Aeroflot)

### Raciste
- Groupe Charles-Martel (inactif)
- Commandos de France contre l'invasion maghrébine ~1986

### Néonazi
- Cellule autonomiste et totalitaire Tiwaz 2882 (inactif)
- Fédération d'action nationale et européenne (dissous en 1987)
- Nomad 88 (inactif)

## Extrême gauche
- Comité de coordination 1972
- Coordination d’action révolutionnaire 1979
- Gracchus Babeuf 1990-1991
- Groupe autonome du 22 janvier ~1979
- Groupe d'offensive pour la radicalisation des Luttes ~1979
- Solidarité internationale 1976

### Communiste
- Affiche rouge (inactif)
- Armée secrète arménienne de libération de l'Arménie (inactif)
- Brigades internationales (inactif)
- Brigades rouges occitanes 1974
- Collectif communiste révolutionnaire 1979
- Communistes internationalistes 1983
- Groupe d'intervention marxiste-léniniste
- Noyaux armés pour l'autonomie populaire (inactif)

### Anarchiste
- Action directe (inactif)
- Action directe du 27-28 mars 1980
- La Bande Noire (inactif)
- Black War 1985-1988
- Comité pour la liquidation ou la destruction des ordinateurs (inactif)
- Francs-tireurs partisans (inactif)
- Groupes d'action révolutionnaires internationalistes (inactif)
- Gdansk - Bakounine 1981-1984
- Os Cangaceiros (dissous en 1992)

### Antinucléaire
- Front communiste antinucléaire
- Coordination autonome des révoltés en lutte ouverte contre la société (inactif)

## Indépendantiste et autonomiste

### Algérie
- Front de libération nationale

### Indochine
- Việt Minh

### Corse
- A Droga Basta (nom sous lequel le FLNC assassina des trafiquants de drogue notamment d'origine maghrébine dans les années 1980)
- Action pour la renaissance de la Corse (dissous en 1975)
- Armata Corsa
- Armata di Liberazione Naziunale 2002
- Armata di Liberazione Naziunale Corsa 1990-...
- Armata di U Populu Corsu 2004-...
- Armée républicaine corse de libération nationale
- Association des patriotes Corse (dissous en 1977)
- Brigades révolutionnaires corses
- Cellules révolutionnaires corse
- Clandestini contre a drogua
- Clandestini Corsi 2004 (inactif)

- Clandestini Ribelli
- Clandestinu 1999
- Combattants de la drogue
- Front de libération nationale corse (actif)
- FLNC Canal Historique
- FLNC-Canal Habituel
- FLNC des anonymes ~2001-2002
- FLNC du 5 mai 1996
- FLNC du 22 octobre 2002-...
- FLNC UC 2000-...
- FLNC unifié 2009
- Front Armi Rivolutionnaire Corse
- Front paoliste de libération nationale
- Fronte Patriottu Corsu 1999
- Fronte Ribellu
- Ghjustizia Corsa
- Ghjustizia
- Organisation des forces révolutionnaires actives
- Organisation secrète corse 2002-...
- Resistenza Corsa (inactif)

### Breton
- Askell Groc'hen
- Armée révolutionnaire bretonne (inactive depuis 2000)
- Armée républicaine bretonne (scission anticommuniste de l'ARB) 1977-1999
- Front de Libération de la Bretagne pour la libération nationale et socialisme
- Gwenn ha Du
- Résistance nationaliste bretonne-Trawalc'h fin années 1970

### Basque
- Euskal Zuzentasuna
- Euskadi ta Askatasuna (dissous en 2018)
- Herritarrak
- Herri zain
- Hordago
- Indar 7
- Iparretarrak (inactif)
- Iparra Borrokan
- Irrintzi (inactif)

### Caraïbes
- Alliance révolutionnaire caraïbe (inactif)
- Armée révolutionnaire martiniquaise
- Groupe de Libération armée (inactif)
- Groupe de libération armée de la Martinique
- Groupe du 22 mai 1848
- Riposte
- Yich Telga

### Alsacien
- Loups Noirs (inactif)

### Calédoniens
- PJKR[Quoi ?]

## Anti-indépendantiste
- Acción Nacional Española avant le GAL
- Anti-Terrorismo ETA avant le GAL 1973-1975
- Batallón Vasco Español avant le GAL 1975-1980
- Comité national contre l'indépendance
- Comité de crise et de soutien à la Nouvelle-Calédonie 1985
- Commando Delta
- Front d'action nouvelle contre l'indépendance et l'autonomie (FRANCIA)
- Groupes antiterroristes espagnols avant le GAL
- Groupes antiterroristes de libération
- Guerrilleros de Cristo Rey avant le GAL
- La Main rouge
- Organisation de l'armée secrète
- U Castigu

## Religieux
- Armée juive 1942-1944

### Djihadiste
- Groupe islamique armé (inactif)
- Gang de Roubaix (inactif)
- Front islamique armé français

## Autres
- AZF
- Comité régional d'action viticole
- Fraction nationaliste armée révolutionnaire (inactif)
- Front révolutionnaire afghan
- Les smicards toujours en pétard ~1978